# 涂明楓
涂明楓（1982年2月13日—），台灣足球運動員，職司後衛，曾效力於台電足球隊。在2012年2月16日台電足球隊和蔚山現代尾浦造船交流賽後，台電足球隊和中華足協為他與潘國凱和江世祿三人舉辦引退儀式。